# Llista de torres de senyals de la Catalunya del Nord
Aquest article presenta una llista de les torres de senyals de la Catalunya del Nord.

## Llista
Lista incomplerta

### Alta Cerdanya
| Torre            | Municipi | Comentari | Coordenades                                      | Imatge |
| ---------------- | -------- | --------- | ------------------------------------------------ | ------ |
| Torre del Vacaró | Llo      |           | 42° 27′ 17″ N, 2° 03′ 59″ E / 42.4547°N,2.0665°E |        |

### Conflent
| Torre                                 | Municipi               | Comentari                                                                         | Coordenades                                                      | Imatge |
| ------------------------------------- | ---------------------- | --------------------------------------------------------------------------------- | ---------------------------------------------------------------- | ------ |
| Castell de la Llaguna Torre del Capil | La Llaguna             |                                                                                   | 42° 31′ 36″ N, 2° 07′ 17″ E / 42.526642°N,2.121411°E             |        |
| Torre de Mascardà                     | Mentet                 |                                                                                   | 42° 40′ 34″ N, 2° 19′ 20″ E / 42.676197°N,2.322195°E             |        |
| Torre de Nyòvols                      | Nyer                   | No confondre amb el castell de Nyòvols, que era sobre l'altra riba, a Canavelles. | 42° 31′ 53″ N, 2° 14′ 59″ E / 42.531384°N,2.249634°E             |        |
| Torre de Goà                          | Saorra                 | Segle XIII; Inscrit com Monument històric de França el 1982                       | 42° 31′ 22″ N, 2° 22′ 38″ E / 42.5227°N,2.3773°E                 |        |
| Sant Valentí de Corts                 | Taurinyà               | Torre d'antiga església romànica. Segles XI-XII                                   | 42° 34′ 59″ N, 2° 25′ 04″ E / 42.583056°N,2.417778°E             |        |
| Torres de Badabany                    | Vilafranca de Conflent | Dues torres de costat.                                                            | 42° 34′ 38″ N, 2° 21′ 50″ E / 42.5773°N,2.3639°E (desaparegudes) |        |

### Rosselló
| Torre                        | Municipi              | Comentari                                                                | Coordenades                                          | Imatge |
| ---------------------------- | --------------------- | ------------------------------------------------------------------------ | ---------------------------------------------------- | ------ |
| Torre de la Maçana           | Argelers              | Segle XIII                                                               | 42° 29′ 53″ N, 3° 01′ 33″ E / 42.4981°N,3.0259°E     |        |
| Castell de Querroig          | Cervera de la Marenda |                                                                          | 42° 26′ 18″ N, 3° 07′ 15″ E / 42.4382°N,3.1209°E     |        |
| Torre de Madaloc             | Cotlliure             | Segle XIII                                                               | 42° 29′ 26″ N, 3° 04′ 29″ E / 42.4906°N,3.07475°E    |        |
| Fort de Sant Elm (Cotlliure) | Cotlliure             | Inscrit com Monument històric de França el 1927                          | 42° 31′ 07″ N, 3° 05′ 38″ E / 42.5186°N,3.0939°E     |        |
| Castell de Força Real        | Montner               | Derruïda al segle xiv per a la construcció de la fortalesa de Força Real | 42° 43′ 38″ N, 2° 42′ 01″ E / 42.7272°N,2.7002°E     |        |
| Castell de la Roca d'Albera  | La Roca d'Albera      |                                                                          | 42° 31′ 15″ N, 2° 55′ 59″ E / 42.520861°N,2.932931°E |        |
| Torre del Far                | Talteüll              | Inscrit com Monument històric de França el 1986                          | 42° 48′ 19″ N, 2° 45′ 43″ E / 42.805412°N,2.761838°E |        |

### Vallespir
| Torre             | Municipi                      | Comentari | Coordenades                                                     | Imatge |
| ----------------- | ----------------------------- | --- | --------------------------------------------------------------- | ------ |
| Torre de Cortsaví | Cortsaví                      | A l'extrem oest del poble.                                                                                                 | 42° 27′ 59″ N, 2° 34′ 37″ E / 42.466279°N,2.576848°E            |        |
| Torre de Vetera   | Cortsaví                      | | 42° 30′ 30″ N, 2° 34′ 36″ E / 42.50834°N,2.57665°E              |        |
| Torres de Cabrenç | Entre la Menera i Serrallonga | Inscrit com Monument històric de França el 1988 per la torre del mig i les ruïnes del castell, i el 1994 per la torre nord | 42° 21′ 56″ N, 2° 32′ 30″ E / 42.3655°N,2.5416°E                |        |
| Torre de Mir      | Prats de Molló i la Presta    | Inscrit com Monument històric de França el 2002                                                                            | 42° 23′ 40″ N, 2° 26′ 51″ E / 42.39444°N,2.44759°E              |        |
| Torre de Cos      | El Tec                        | Segle XIII | 42° 25′ 20″ N, 2° 33′ 07″ E / 42.4222°N,2.5520°E aproximadament |        |